# Prințesa Henriette a Belgiei
Prințesa Henriette Marie a Belgiei (30 noiembrie 1870 – 28 martie 1948), Ducesă de Vendôme, a fost fiica Prințului Filip, Conte de Flandra și a soției acestuia, Prințesa Marie de Hohenzollern-Sigmaringen. Ea a fost sora geamănă mai mică a Prințesei Joséphine Marie a Belgiei, care a murit la vârsta de șase săptămâni, în 1871.

## Căsătorie
S-a căsătorit la Bruxelles, Belgia la 12 februarie 1896 cu Prințul Emmanuel de Orléans, al 8-lea Duce de Vendôme (18 ianuarie 1872, Austria – 1 februarie 1931 Cannes, Franța).  El era fiu al lui Ferdinand Philippe Marie, duce d'Alençon și a Ducesei Sophie Charlotte de Bavaria, și a fost strănepotul regelui Louis-Philippe al Franței. 
Cuplul a avut patru copii:
- Prințesa Marie Louise (31 decembrie 1897 – 8 martie 1973); căsătorită cu Prințul Philip de Bourbon-Două Sicilii.
- Prințesa Sophie Joséphine Louise Marie Immaculée Gabrielle Philippine Henriette d'Orléans (19 octombrie 1898 Neuilly-sur-Seine, Franța – 9 octombrie 1928 Franța), necăsătorită și fără copii.
- Prințesa Généviève d'Orléans (21 septembrie 1901 Neuilly-sur-Seine, Franța – 1983 Rio de Janeiro, Brazilia), căsătorită la 2 iulie 1923 cu Antoine Marie François de Chaponay-Morance, marchiz de Chaponay-Morance (30 ianuarie 1883 Paris, Franța - 9 septembrie 1956 Rabat, Maroc); au avut doi copii:
  - Pierre Emmanuel François Henri Baudoin de Chaponay-Morance (24 ianuarie 1925, Paris - 2 octombrie 1943), ucis în misiune în Golful Mexic. Nu a fost căsătorit și nu a avut copii.
  - Henryanne Maria Pierre Emmanuelle Constance de Chaponay-Morance (n. 8 mai 1926, Cannes), necăsătorită și fără copii.
- Prințul Charles Philippe Emmanuel Ferdinand Louis Gérard Joseph Marie Ghislain Baudoin Christophe Raphaél Antoine Expédit Henri d'Orléans (4 aprilie 1905 Neuilly-sur-Seine, Franța – 10 martie 1970 Neuilly-sur-Seine, Franța), Duce de Nemours, de Vendôme și d'Alençon, căsătorit la 24 septembrie 1928 cu Marguerite Watson (12 feb 1899, Richmond, Virginia - 27 dec 1993); fără copii.

## Date biografice
Henriette a fost o mare sportivă, și a fost adesea considerată cea mai bună trăgătoare din rândul femeilor regale. La un moment dat, ea a ucis un cerb care deja ucisese un altul, făcând-o foarte populară în cercurile sportive belgiene. Ea chiar și-a câștigat porecla de "Ducesa sportivă". În 1908, ea l-a însoțit pe soțul ei în Munții Stâncoși din Statele Unite pentru a trage în urși grizzly.
Ea a făcut mai multe vizite regale fratelui ei mai mic, regele Albert. În 1914, de exemplu, ea a vizitat un spital din Neuilly, unde se tratau trupele americane. În două scrisori, Henriette și cumnata ei, regina Elisabeta au exprimat aprecierea lor și au cerut mai mult sprijin din partea Comisiei americane pentru ajutor din Belgia, care a făcut donații poporului belgian încă de la invazia germană.
Henriette Marie a Belgiei a murit la vârsta de 77 de ani, la 28 martie 1948, la Sierre, Valais, Elveția.